# Anton Stangl (Handballspieler)
Anton „Toni“ Stangl (* 1964 in Simbach am Inn) ist ein ehemaliger deutscher Handballspieler, zweimaliger Deutscher Pokalsieger und Handball-Europapokalsieger.

## Sportkarriere
Seine Handballkarriere begann in der Jugendabteilung des TSV Simbach, ehe er zum MTSV Schwabing und später zum TSV Milbertshofen wechselte. Bei fünf Einsätzen in der Nationalmannschaft erzielte er sieben Tore.

### Erfolge
| Mit dem TSV Milbertshofen - Deutscher Pokalsieger 1990 - Deutscher Vizemeister 1990 - Europapokalfinalist der Pokalsieger 1992 - Europapokalgewinner der Pokalsieger 1991 | Mit dem MTSV Schwabing - Deutscher Pokalsieger 1986 - Deutscher Vizemeister 1986 - Europapokalhalbfinalist der Pokalsieger 1987 |  |

## Einzelnachweis
1. ↑  TSV Simbach-Handball.de: (Memento vom 13. Dezember 2021 im Internet Archive) Höhepunkte 80er Jahre, Toni Stangl, abgerufen am 15. Mai 2021.

| Personendaten    | Personendaten             |
| ---------------- | ------------------------- |
| NAME             | Stangl, Anton             |
| ALTERNATIVNAMEN  | Stangl, Toni (Spitzname)  |
| KURZBESCHREIBUNG | deutscher Handballspieler |
| GEBURTSDATUM     | 1964                      |
| GEBURTSORT       | Simbach am Inn            |